# Santiago Ron
Santiago Rafael Ron Melo (Quito, 1970) es un biólogo científico ecuatoriano especializado en Biología Evolutiva. Es miembro fundador de la Academia de Ciencias del Ecuador y miembro de la Academia Mundial de Ciencias (TWAS).

## Biografía
Santiago Rafael Ron Melo es un científico quiteño que trabaja en el área de la biología.
El pregrado lo estudió en la Pontificia Universidad Católica del Ecuador, posteriormente, obtuvo una maestría en Ecología y Sistemática en la Universidad de Kansas (1998) y un Doctorado en Evolución, Ecología y Comportamiento en la Universidad de Texas en Austin EE. UU. (2007).
Es autor de más de 100 artículos científicos en journals especializados y dos libros.
Actualmente, es Académico Visitante en el Museo de Historia Natural de Berlín y profesor principal en la Pontificia Universidad Católica del Ecuador. También es curador del Museo de Zoología de la misma institución. Es coordinador general del portal BIOWEB. De acuerdo con Google Scholar, es uno de los tres científicos más citados de la Pontificia Universidad Católica del Ecuador 

## Premios y distinciones
Durante sus estudios de doctorado fue galardonado con la beca Continuing Fellowship de la Universidad de Texas. Fue seleccionado Young Affiliate de la Academia Mundial de Ciencias (TWAS) entre 2008 y 2013 y miembro de la Academia de Científicos Jóvenes del Mundo entre 2010 y 2012.
Es uno de los miembros fundadores de la Academia de Ciencias del Ecuador (ACE) y en octubre del 2014 fue elegido miembro de la Academia Mundial de Ciencias (TWAS), una organización que agrupa a científicos destacados de 70 países.
En 2014, una especie de rana descubierta por los herpetólogos ecuatorianos Mario Yánez, Patricia Bejarano, Jorge Brito y Diego Batallas fue nombrada en honor a Santiago Ron como Pristimantis roni.

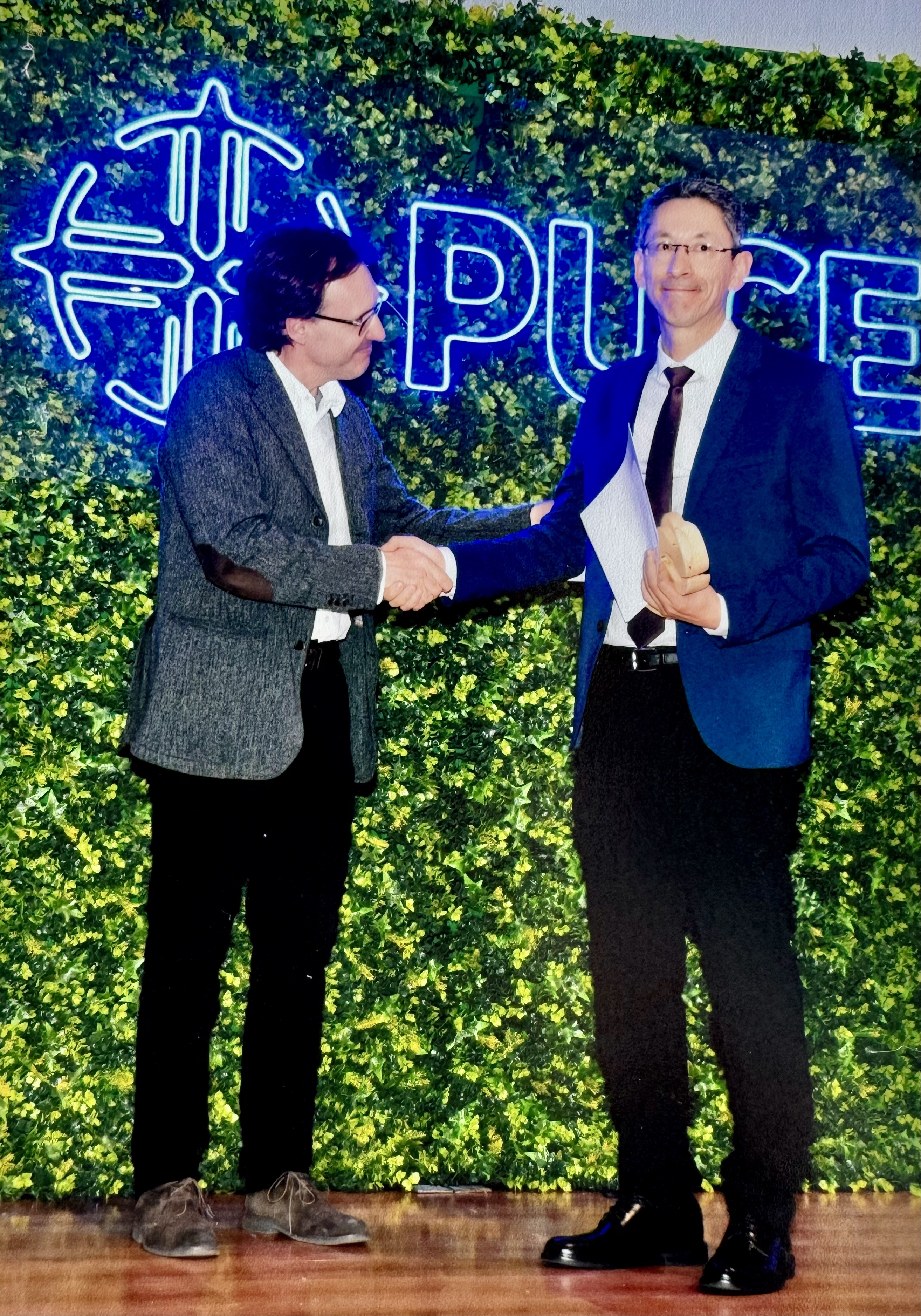
Premiación al Dr. Santiago Ron en los PUCE Awards 2022, categoría científico destacado a nivel internacional

En 2017 la Pontificia Universidad Católica del Ecuador recibió el premio Matilde Hidalgo por el Proyecto de Investigación "Arca de Noé".  Los investigadores principales del proyecto fueron Santiago Ron y Omar Torres. 
En 2022 se hizo acreedor a un PUCE Award en la categoría Científico destacado a nivel internacional.

## Algunas publicaciones
Ron, S. R., Venegas, P. J., Ortega-Andrade, H. M., Gagliardi-Urrutia, G., & Salerno, P. E. (2016). Systematics of Ecnomiohyla tuberculosa with the description of a new species and comments on the taxonomy of Trachycephalus typhonius (Anura: Hylidae). Zookeys, 630, 115–154. 
Pounds, J.A., Bustamante, M.R., Coloma, L.A., Consuegra, J.A., Fogden, M.P., Foster, P.N., La Marca, E., Masters, K.L., Merino-Viteri, A., Puschendorf, R., Ron, S.R., Sanchez-Azofeifa, G.A., Still, C.J. & Young, B.E. (2006) Widespread amphibian extinctions from epidemic disease driven by global warming. Nature, 439, 161–167
Graham, C. H., Ron, S. R., Santos, J. C., Schneider, C. J., & Moritz, C. (2004). Integrating phylogenetics and environmental niche models to explore speciation mechanisms in dendrobatid frogs. Evolution, 58(8), 1781-1793. 
Ron, S. R. (2000). Area relationships of Neotropical lowland rainforests based on cladistic analysis of vertebrate groups. The Biological Journal of the Linnean Society, 71, 379-402. 

## Especies descritas
Ha descrito más de 100 especies nuevas de anfibios.